# Frans Nieuwboer

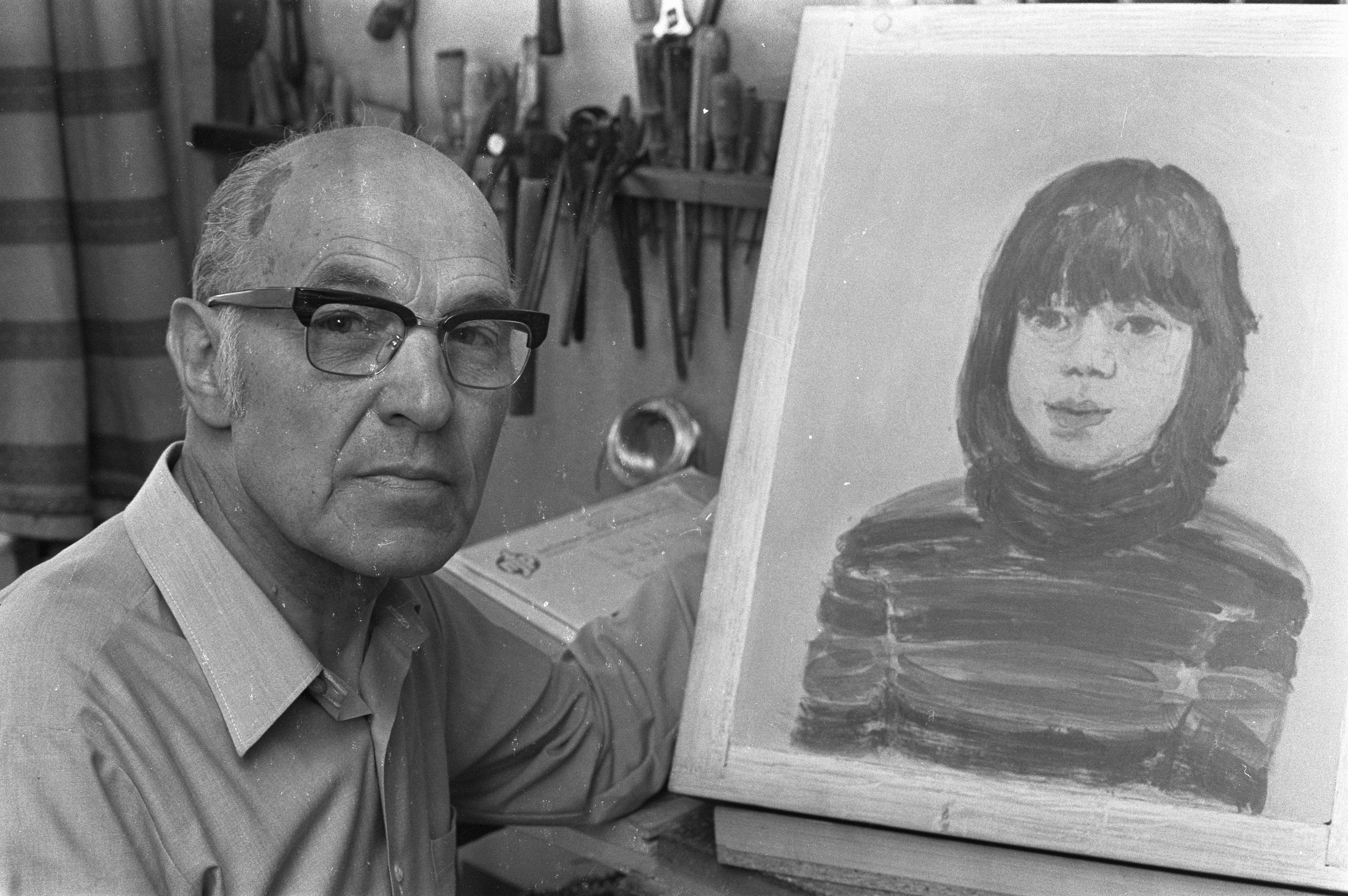
Frans Nieuwboer in 1972

Franciscus (Frans) Nieuwboer (Amsterdam, 28 augustus 1908 – Bloemendaal, 24 augustus 1988) was een Nederlandse stukadoor en restaurator. Hij onderzocht en reconstrueerde de werkwijze van Pompeïaanse frescoschilders.

## Biografie
Nieuwboer werd geboren in Amsterdam. Hij was zoon van Margaretha Kortekaas en Andries Nieuwboer. Zijn vader had diverse beroepen, van suikerbakker, chauffeur tot stukadoor. Hijzelf trouwde in 1929 met Fennigje Bons, na een echtscheiding in 1948 trouwde hij met Alida Goijaerts, die een jaar voor hem overleed. Op 13-jarige leeftijd werd hij stukadoor. Zijn militaire keuring (1927) vermeldt dat hij na de lagere school alleen nog een zevende klas had gevolgd. Zijn vermelde beroep was toen al stucadoor. Toen hij 21 jaar oud was kreeg hij een eigen zaak. Na de Tweede Wereldoorlog hield hij zich vooral bezig met het restaureren van oud stucwerk. Zo herstelde hij in de jaren zestig het trappenhuis van Herengracht 475.
Hobbymatig onderzocht Nieuwboer gedurende dertig jaar het Pompeïaanse fresco en de werkwijze van Pompeïaanse schilders. Hij kwam in de jaren dertig in aanraking met de techniek van het frescoschilderen door een opdracht van een hoogleraar van de Rijksakademie van Beeldende Kunsten. De hoogleraar vroeg hem om pleisterlagen te vervaardigen waarop studenten fresco's konden schilderen. Tijdens dit werk concludeerde Nieuwboer dat de gebruikte techniek voor verbetering vatbaar was, waarop hij besloot andere mogelijkheden te onderzoeken. In 1942 las hij in het vakblad voor stukadoors een artikel van Hendrik Gerard Beyen, expert in klassieke archeologie. In het artikel werd de techniek van het Romeinse stucwerk besproken. Het artikel wekte Nieuwboers interesse en leidde ertoe dat hij vele malen naar Italië reisde om de antieke muurschilderingen te bestuderen. Terug in Nederland experimenteerde Nieuwboer met duizenden monsters om de techniek te perfectioneren. NIeuwboer wist met zijn onderzoek aan te tonen dat de Pompeïaanse schilders niet alleen voor de onderlaag zuivere kalk gebruikten, maar ook voor de beschilderde bovenlaag. De Pompeïaanse schilders gebruikten twee schildertechnieken. De eerste is met een nog natte bovenlaag (fresco) en de tweede is met een reeds droge bovenlaag (secco).

## Zilveren Anjer

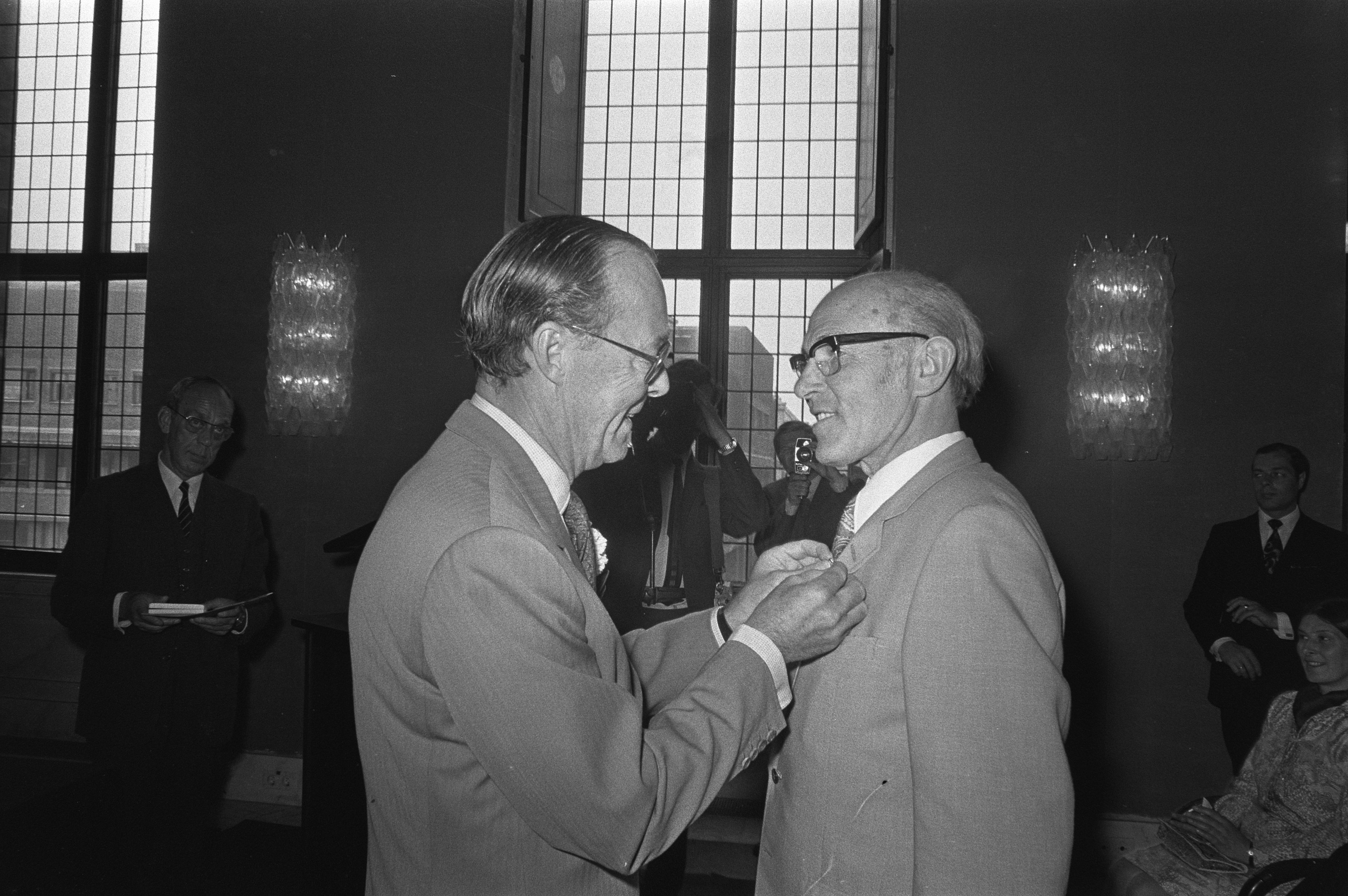
Prins Bernhard reikt Zilveren Anjer uit aan Frans Nieuwboer, 1972

In 1972 kreeg Nieuwboer voor zijn studie naar het Pompeïaanse fresco de Zilveren Anjer opgespeld. Tevens kreeg hij een tentoonstelling in het Allard Piersonmuseum.